# 温子昇
温 子昇（おん ししょう、496年 - 547年）は、北魏末から東魏にかけての文人・官僚。字は鵬挙。済陰郡冤句県の出身。本貫は太原郡祁県。東晋の温嶠の末裔にあたる。

## 経歴
北魏の西兗州左将軍府長史・行済陰郡事の温暉の子として生まれた。崔霊恩や劉蘭に学問を受け、昼夜に読書して、文章にすぐれた。広陽王元淵の賤客となり、馬坊で奴隷たちに書を教えた。子昇は「侯山祠堂碑文」を作ったが、常景がこれを見て感心し、元淵のもとを訪れたため、子昇の才能は元淵の知るところとなった。
517年（熙平2年）、子昇は東平王元匡に召されて御史となり、御史台における文筆を担当した。服喪のため離任し、喪が明けると復帰して、奉朝請となった。後に李神儁が行荊州事として出向すると、子昇は兼録事参軍として従った。まもなく洛陽から召還の命が届いたが、李神儁は子昇を留めるよう上表して帰そうとしなかった。吏部郎中の李奨が上表を却けて許さず、子昇は洛陽に帰ることとなった。
524年（正光5年）、広陽王元淵が東北道行台となると、子昇はその下で郎中となったが、行台の発行する文書は全て子昇の手になるものであった。元淵が葛栄に殺害されると、子昇も捕らえられたが、葛栄の部下の和洛興と旧知だったことから、ひそかに数十騎をつけて送られ、冀州に逃れることができた。洛陽に帰ると、官職を捨てて隠棲し、読書生活に入った。
528年（建義元年）、南主客郎中となり、修起居注をつとめた。ときに子昇は1日宿直を怠けたため、上党王元天穆が鞭打ちの罰を加えようとしたが、子昇は逃げて罰を避けた。元天穆は怒って、子昇の解任を上奏したが、孝荘帝は子昇の才能を惜しんで上奏を却けた。529年（永安2年）、元天穆が邢杲を討つにあたって、子昇を同行させようとしたが、子昇は応じようとしなかった。元天穆は人を派遣して子昇を脅したため、子昇はやむなく元天穆に面会した。伏波将軍の号を加えられ、行台郎中となった。5月、元顥が洛陽に入った。子昇は元顥の体制が不安定であるのを見抜き、洛陽を奪回するよう元天穆に勧めたが、元天穆はかれの意見を聞き入れなかった。子昇は洛陽に派遣され、元顥により中書舎人に任じられた。7月、孝荘帝が洛陽に帰還すると、元顥に任命された者の多くは免官あるいは左遷されたが、子昇は舎人として引き続き任用された。舎人のまま、正員郎に任じられた。
530年（永安3年）、孝荘帝が爾朱栄を殺害するにあたって、子昇はその陰謀に参与し、詔書の文章は子昇によって作られた。爾朱兆が洛陽に入ると、子昇は禍に遭うのを恐れて逃亡した。永熙年間、侍読兼舎人・鎮南将軍・金紫光禄大夫となり、散騎常侍・中軍大将軍に転じ、後に西兗州大中正を兼ねた。
537年（天平4年）、南朝梁の武帝が張皋を使者として東魏に派遣すると、子昇の文章を写させて江南に伝えさせた。武帝は子昇の文才を曹植・陸機の再来とみなした。また陽夏郡太守の傅檦が吐谷渾に派遣されたとき、吐谷渾国主の枕元にあった数巻の書は、子昇の文章であった。済陰王元暉業は子昇の文才を南朝宋の顔延之・謝霊運や、南朝梁の沈約・任昉にも勝るものと評した。楊愔は『文徳論』を作って、才気走った古今の文人を非難し、邢卲・王元景・温子昇の文章にのみ「徳素」を見出した。
高澄は子昇を大将軍府諮議参軍として召し出した。547年（武定5年）8月、元瑾・劉思逸・荀済らが反乱を起こすと、高澄は子昇の関与を疑い、晋陽の獄に繋いだ。子昇は獄中で飢え、下着を食って死んだ。遺体は路隅に棄てられ、家族は奴婢に落とされた。太尉長史の宋遊道が子昇の遺体を収容して葬った。後嗣となる男子はなかった。
子昇の著作は『文集』35巻にまとめられた。また『永安記』3巻が編纂された。

## 伝記資料
- 『魏書』巻85 列伝第73
- 『北史』巻83 列伝第71